# Zégnédougou
Zégnédougou, également orthographié Zényédougou, est une commune rurale située dans le département de Niankorodougou de la province de Léraba dans la région des Cascades au Burkina Faso.

## Géographie
Zégnédougou, aussi appelé par la population locale « Logokoura » ou « Logokourani » en dioula, et « Kpaara » en sénoufo, se situe en plein carrefour de trois pays voisins (Burkina Faso, Mali et Côte d'Ivoire).

## Démographie
| 2003  | 2006  | 2012 |
| ----- | ----- | ---- |
| 3 203 | 3 022 | -    |

## Économie
La commune accueille actuellement plusieurs entreprises minières ainsi que des orpailleurs artisanaux. L’agriculture reste l'activité économique principale du village (culture du coton, maïs, riz, mil et fonio).

## Éducation et santé
La commune accueille un seul centre de santé et de promotion sociale (CSPS), ce qui reste insuffisant face à la croissance importante de la population ces dernières années.